# بایاس کردن
بایاس‌کردن (انگلیسی: Biasing) در الکترونیک به معنای: اِعمال ولتاژ یا جریان از پیش تعیین‌شده به نقاط مختلف مدار یا یک قطعه مداری (مثل ترانزیستور) برای عملکرد مناسب آن است. بسیاری از مدارهای الکترونیکی که روی یک سیگنال عمل می‌کنند (مثلاً مدار تقویت‌کننده سیگنال صوتی) ، برای عملکرد مناسب به یک ولتاژ مستقیم (ثابت) احتیاج دارند. البته قطعات دیگری نیز همچون هِد ضبط صدا وجود دارند که برای بایاس، به یک ولتاژ متغیر احتیاج دارند. نقطه عملکرد مدار که نقطه بایاس، نقطه کار (به انگلیسی: quiescent point) یا Q-point نام دارد، جریان یا ولتاژ ثابتی است که به پایه‌های قطعه (همچون ترانزیستور یا لامپ خلأ)، بدون سیگنال ورودی، اعمال می‌شود.
به‌طور کلی در الکترونیک، قرار دادن یک عنصر مداری (مانند ترانزیستور و …) در ناحیه کاری‌اش بایاس‌کردن نام دارد؛ مثلاً در استفاده از یک ترانزیستور به عنوان تقویت‌کننده خطی، لازم است که ولتاژها و جریان‌های پایه‌های آن طوری تنظیم شوند که با اِعمال سیگنال ورودی، ترانزیستور تا جای ممکن در ناحیه خطی خود کارکرده و در آن باقی بماند. این کار برای جلوگیری از تغییر شکل (اِعوِجاج) سیگنال تقویت‌شده بسیار مهم است.
همچنین در دیودها، دو اصطلاح بایاسِ مستقیم و معکوس رایج است؛ در یک دیود، وقتی ولتاژِ آند از کاتد اندکی بیشتر باشد، دیود در بایاس مستقیم (و روشن) است. در غیر این صورت دیود در بایاس معکوس (و خاموش) است.

## اهمیت در مدارهای خطی
بخش‌های مختلف مدارهای خطی که از ترانزیستور استفاده می‌کنند، برای عملکرد درست به ولتاژهای DC احتیاج دارند، که در مدار با استفاده از تقسیم‌کنندهٔ ولتاژ مقاومتی پیاده‌می‌شوند. به عنوان مثال در یک تقویت‌کننده خطی، یک سیگنال ورودی منجر به سیگنالی بزرگتر در خروجی می‌شود که باید شکل آن بدون تغییر بماند. در این حالت، تغییرات ورودی موجب تغییرات نقطه کار متناسب با ورودی می‌شود. از آنجایی که ترانزیستور عنصری غیرخطی است، باید به گونه‌ای بایاس شود که تغییرات سیگنال خروجی وارد ناحیه غیرخطی شدید آن نشود. برای ترانزیستور دوقطبی این کار با نگه‌داشتن ترانزیستور در ناحیه فعال صورت می‌پذیرد. تقویت‌کننده ترانزیستور اثر میدان (مانند ماس‌فت) نیز می‌بایست در ناحیه فعال (یا اشباع) قرار گیرد و وارد نواحی قطع و اهمی (تریود) نشود.

## ترانزیستور دو قطبی پیوندی
ترانزیستور دوقطبی به گونه‌ای بایاس می‌شود که نقطه کار ترانزیستور، با اِعمال ولتاژ مستقیم (DC) مناسب در ناحیه فعال قرار گیرد. نقطه کار حدوداً وسط خط بار DC است. روند رسیدن به جریان و ولتاژ DC خاص کلکتور با تنظیم کردن نقطه کار را بایاس‌کردن می‌گویند.
پارامترهای ترانزیستور به دمای پیوند وابسته‌اند. با افزایش دمای پیوند، نشت جریان نسبت به حامل‌های بار حداقل (ICBO) افزایش می‌یابد. وقتی ICBO افزایش می‌یابد، ICEO نیز افزایش می‌یابد، که موجب افزایش جریان کلکتور نیز می‌شود و گرمای پیوند کلکتور را افزایش می‌دهد. این پروسه تکرار می‌شود و در نهایت نقطه کار ممکن است به ناحیه اشباع جابجا شود. گاهی گرمای مازاد پیوند که به آن فرار گرمایی گفته می‌شود ممکن است ترانزیستور را بسوزاند.
هنگامی که ترانزیستور با یک ترانزیستور دیگر جایگزین می‌شود، نقطه کار ممکن است به خاطر تغییر پارامترهای ترانزیستور، همچون بهره جریان، که در هر ترانزیستوری متفاوت است، جابه‌جا شود.

## میکروفن
عناصر میکروفون خازنی معمولاً شامل یک ترانزیستور پیوندی اثر میدان  به عنوان مبدل امپدانس برای راه‌اندازی سایر وسایل الکترونیکی که در چندمتری میکروفون هستند، می‌باشد. جریان کاری این JFET معمولاً 0.1 تا 0.5 میلی آمپر است و اغلب به عنوان بایاس نامیده می شود که با رابط برق فانتوم که 48 ولت را برای کار با بوردپشتی میکروفون خازنی مرسوم تأمین می کند متفاوت است. بایاس میکروفون خازنی گاهی بر روی یک رسانای جداگانه عرضه می شود.